# Idarbach (Hahnenbach)
Der Idarbach ist ein mitsamt seinem längsten Oberlaufstrang aus Meinbach und Altbach 19 km, alleine bis etwas unter 13 km langer Bach im Hunsrück in Rheinland-Pfalz. Nach seinem stark nach links ausholenden Lauf insgesamt nach Osten fließt er unterhalb von Hausen im Landkreis Birkenfeld mit dem von links kommenden Kyrbach zum Hahnenbach zusammen.

## Geographie

### Verlauf
Der Idarbach entsteht auf etwa 401 m ü. NHN bei den Hockenmühle von Horbruch an der Ortsgemeindegrenze zu Krummenau aus dem Zusammenfluss des von Südwesten her kommenden Altbachs mit dem von Nordwesten her nahenden Wahlenauerbach. Manche rechnen allerdings das folgende Laufstück des Idarbachs teils bis zum Zufluss des kleinen Fußmühlbachs auch noch dem Altbach zu. Doch auch ohne diesen verlängerten Lauf ist der Altbach der bedeutendere Oberlauf.
Er vereint sich südlich von Hochscheid aus einigen Oberläufen, deren längster der auf 529 m ü. NHN entspringende Meinbach ist, in dessen Zulaufrichtung der Altbach dann nordostwärts weiterfließt. Dabei nimmt er einige Zuflüsse auf, vor allem wie schon zuvor einige Quellbäche von rechts und Südosten vom Idarwald-Kamm herab, die teils deutlich höher entspringen als der Meinbach. Er passiert die drei Mühlplätze Neumühle, Maienmühle und Emmerichmühle von Horbruch, die Weylandsmühle von Krummenau sowie die Bergmühle und die Hockenmühle wiederum von Horbruch. Der Altbach ist (zusammen mit seinem längeren Oberlauf Meinbach) 6,2 km lang und trägt dem Isarbach ein 21,6 km² großes Einzugsgebiet zu.
Der Wahlenauerbach dagegen ist nur 3,0 km lang und hat ein bloß 8,2 km² großes Teileinzugsgebiet.
Ab der Gemeindegrenze zu Krummenau fließt der entstandene Isarbach ostwärts am Nordfuß des Idarwaldes entlang, durchläuft das Dorf Krummenau und tieft sich danach stärker ein. Ab der Reizenmühle, die gleich nach der Gemeindegrenze von Laufersweiler gegenüber dem Zufluss des von Nordwesten her zufließenden Hirschbachs steht, der etwa 5,9 km lang ist und etwa 11,9 km² entwässert, wendet sich das Tal in geschlungenem Lauf nach Südosten. In der Folge gibt wieder nur kleine Mühlplätze am Lauf, die Papiermühle von Laufersweiler, die Fußmühle von Gösenroth, die Bernds-Mühle und die Weitersbacherhütte von Weitersbach.
Nach dieser weitet sich der Talboden des sich nun vom Idarwaldfuß entfernenden Baches und mit dem weit überwiegend rechtsseits stehenden Dorf Rhaunen durchfließt der Bach den größten Ort an seinem Lauf. In diesem mündet von Westsüdwesten her der mit seinem 8,7 km langen Lauf und seinem 18,3 km² großen Teileinzugsgebiet hinter dem Hauptstrang-Oberlauf größte Zufluss vom Südosthang des Idarwaldes her. Nach dem Dorf fließt der Idarbach zunächst ostwärts, wendet sich aber bald an der Ortsgemeindengrenze zu Hausen nach Nordosten. An der unteren Dorfgrenze von Hausen fließt er mit dem aus dem Norden kommenden Kyrbach auf etwa 293 m ü. NHN zum Hahnenbach zusammen.
Der Hauptstrang Meinbach → Altbach → Idarbach des Baches mündet nach 19,0 km langem Lauf mit mittlerem Sohlgefälle von etwa 12 ‰ rund 236 Höhenmeter unterhalb des Meinbachursprungs.  
Im Tal verläuft ab der Hockenmühle von Horbach die L 190 bis nach Rhaunen, auf dem letzten Stück bis zur Mündung bei Hausen dann die L 162.

### Einzugsgebiet
Der Idarbach hat ein 86,6 km² großes Einzugsgebiet, dessen mit Abstand höchsten Punkte auf dem Kamm des Idarwaldes liegen, auf etwa 750 m ü. NHN nahe dem Gipfel des Berges An den zwei Steinen und auf 745 m ü. NHN auf dem Gipfel des Idarbergs.
Der Idarwald, ein Teil des Naturraumes Hoch- und Idarwald, ragt von Südwesten her weit ins Einzugsgebiet herein. Um ihn herum gruppieren sich die tiefergelegenen Naturräume Morbacher Mulde im Nordwesten, ein Teil der Mittleren Hunsrückhochfläche, und Kirchberger Hochflächenrand im Norden, die alle zur Hunsrückhochfläche zählen. Das östliche Einzugsgebiet gehört zur Idar-Soon-Pforte, einem Teil der Simmerner Mulde. Alle Naturräume gehören zum Hunsrück.
Der Hauptstrang aus Meinbach → Altbach → Idarbach des Idarbaches entsteht in der Morbacher Mulde und umrundet das Nordostende des Idarwaldes durch den Kirchberger Hochflächenrand und die Idar-Soon-Pforte, in welcher er mit dem anderen Oberlauf des Hahnenbachs zusammenfließt.
Reihum grenzen die Einzugsgebiet folgender Nachbargewässer an:
- im Nordwesten fließen zahlreiche Bäche auf der anderen Seite der Wasserscheide, die sich letztlich zum bei Traben-Trarbach in die Mosel mündenden Kautenbach vereinen und einige andere zum Ahringsbach, der weiter abwärts über den Großbach die Mosel speist;
- die Konkurrenten im Norden entwässern über den auch Sohrbach genannten Dillerbach zum Kyrbach;
- im Nordosten fließt der nahe Eschenbach zum Kyrbach;
- im Südosten laufen die Bäche zum Wildenbach, der wenig unterhalb der Vereinigung von Idarbach und Kyrbach zum Hahnenbach in diesen mündet;
- die Konkurrenten im Süden fließen über den Fischbach zur Nahe ab.
- im Südwesten grenzt das Quellgebiet der Dhron an, die nun oberhalb des Kautenbach wiederum in die Mosel entwässert.

Anteil am Einzugsgebiet des Idarbachs haben die Landkreise Bernkastel-Wittlich mit der Ortsgemeinde Hochscheid, Birkenfeld mit den Ortsgemeinden Horbruch und Krummenau an der Nordnordostseite des Idarwaldes und den Ortsgemeinden  Gösenroth, Weitersbach, Stipshausen, Hottenbach, Rhaunen, Sulzbach, Bollenbach, Bundenbach und Hausen östlich und südöstlich des Idarwaldes sowie der Rhein-Hunsrück-Kreis mit den Ortsgemeinden Hirschfeld, Wahlenau, Büchenbeuren, Niederweiler und Laufersweiler meist mit Abstand im Norden des Idarwaldes.

### Zuflüsse
Hierarchische Liste der Zuflüsse, jeweils von der Quelle zur Mündung. Gewässerlänge, Einzugsgebiet und Höhe nach den entsprechenden Layern der amtlichen Gewässer- bzw. topographische Karte. Andere Quellen für die Angaben sind vermerkt.
Auswahl.
Zusammenfluss des Idarbachs auf etwa 401 m ü. NHN unterhalb der Hockenmühle von Horbruch an der Ortsgemeindegrenze zu Krummenau. Nach anderen Auffassungen wird das anschließende Laufstück, unter Umständen bis zur Mündung des Fußmühlbachs, auch noch zum Altbach gerechnet. 
- Wahlenauerbach, linker Oberlauf von Nordwesten, 3,0 km und 8,2 km². Entsteht auf etwa 468 m ü. NHN westlich von Wahlenau an einem sumpfigen Waldeck an der Sturzwies.
  - Hirschbach, von rechts und Nordwesten auf etwa 420 m ü. NHN an der Gemeindegrenze von Hirschfeld und etwa vor der Bauernmühle von Wahlenau, 2,1 km und 4,2 km². Entsteht auf etwa 478 m ü. NHN nahe dem Wohnplatz Langenwald von Hirschfeld nahe dem Waldrand.
- Altbach, rechter Oberlauf von Südwesten, 6,2 km zusammen mit dem längeren Oberlauf Meinbach und 21,6 km auf dem Namenslauf sowie 21,6 km². Der Altbach beginnt seinen Lauf auf etwa 494 m ü. NHN im Wald westsüdwestlich des Forsthauses Hochscheid. 
  - Birkenbach, von links und Südwesten auf etwa 474 m ü. NHN westlich der Hochscheidermühle, 0,4 km und 0,6 km². Entsteht auf etwa 492 m ü. NHN.
    - (Waldbach), von rechts und Süden auf etwa 478 m ü. NHN, 1,1 km und über 0,1 km². Entsteht auf etwa 549 m ü. NHN am Nordhang der Berghöhe An den zwei Steinen auf dem Idarwaldkamm.
    - (Waldbach), von rechts und Süden auf etwa 477 m ü. NHN, 0,4 km und knapp 0,1 km². Entsteht auf etwa 494 m ü. NHN.

  - Meinbach, von links und Südwesten auf etwa 472 m ü. NHN kurz vor dem Wechsel an den Waldrand, 1,9 km und 4,2 km². Entsteht auf etwa 529 m ü. NHN nahe der Zolleiche am südwestlichen Gemarkungsrand von Hochscheid.
    - (Waldbach), von rechts und Süden auf etwa 493 m ü. NHN, etwas über 0,2 km und 1,7 km². Entsteht auf etwa 514 m ü. NHN.
    - (Zufluss), von links und Westnordwesten auf etwa 479 m ü. NHN fast bis zuletzt dem Flurrand entlang, 0,5 km und 0,5 km². Entsteht auf etwa 503 m ü. NHN.

  - Wiesenbach, von links und Nordwesten auf etwa 470 m ü. NHN nahe der Kläranlage von Hochscheid, 0,4 km und über 0,4 km². Entsteht auf etwa 485 m ü. NHN südsüdwestlich von Hochscheid.
  - Koppelbach (!), von rechts und insgesamt Süden auf etwa 462 m ü. NHN nahe der Hochscheidermühle, 3,5 km und 3,2 km². Entsteht auf etwa 670 m ü. NHN.
    - Kreischbach, von links und Südsüdosten auf etwa 474 m ü. NHN bei der Hochscheidermühle, 1,3 km und über 0,4 km². Entsteht auf etwa 543 m ü. NHN oberhalb des Unterbirkenbruchs.

  - Strunzelbach, von links und Nordwesten auf etwa 445 m ü. NHN vor der Neumühle von Horbruch, 0,9 km und 0,9 km². Entsteht auf etwa 484 m ü. NHN ostnordöstlich von Hochscheid.
  - Koppelbach (!) oder Bach von der Mittelschneise, von rechts und Süden auf etwa 437 m ü. NHN nach der Neumühle von Horbruch, 2,3 km und 3,7 km². Entsteht auf etwa 647 m ü. NHN.
- Hirschbach, von links auf etwa 373 m ü. NHN nach der Reizenmühle von Laufersweiler, ca. 5,9 km und 11,9 km². Entsteht auf etwa 474 m ü. NHN bei den ehemaligen amerikanischen Militäreinrichtungen im Wald von Laufersweiler.
- Milchflüßchen, von rechts und Süden auf etwa 367 m ü. NHN nach der Papiermühle von Laufersweiler, 1,3 km und unter 0,4 km². Entsteht auf etwa 478 m ü. NHN am Nordosthang des Idarberges.
- Burenbach (?), von links und Nordosten auf etwa 364 m ü. NHN, ca. 1,2 km und ca. 1,4 km². Entsteht auf etwa 430 m ü. NHN am Ortsausgang von Laufersweiler in Richtung Gösenroth.
- Fußmühlbach, von links und Nordosten auf etwa 348 m ü. NHN an der Fußmühle von Gösenroth, 0,9 km und 1,2 km². Entsteht auf etwa 403 m ü. NHN südwestlich von Gösenroth.
- Macherbach, von rechts und Westsüdwesten auf etwa 330 m ü. NHN vor Rhaunen, 3,0 km und 3,4 km². Entsteht auf etwa 505 m ü. NHN am Ostnordosthang des Idarkopfes.
- Rhaunelbach, von rechts und Westsüdwesten auf etwa 320 m ü. NHN in Rhaunen, 8,7 km und 18,3 km². Entsteht auf etwa 650 m ü. NHN westlich von Stipshausen im Idarwald.
- Näsbach, von rechts und Südwesten auf etwa 313 m ü. NHN gleich nach Rhaunen, 2,1 km und 2,3 km². Entsteht auf etwa 386 m ü. NHN nordwestlich von Bollenbach im Gebiet der Ortsgemeinde Sulzbach.
- Büdenbach, von rechts und Süden auf etwa 312 m ü. NHN gleich nach dem vorigen, 1,1 km und 1,0 km². Entsteht auf etwa 365 m ü. NHN.
- (Bach aus dem Schnakenloch), von rechts und Süden auf etwa 305 m ü. NHN, ca. 0,9 km und ca. 0,9 km². Entsteht auf etwa 387 m ü. NHN westlich des Sportplatzes von Bundenbach.

Zusammenfluss des Idarbachs von rechts und insgesamt Westen mit dem von links und Norden kommenden Kyrbach auf ca. 293 m ü. NHN am Ostrand von Hausen zum Hanenbach. Der Idarbach ist ab dem Zusammenfluss von Wahlenauerbach und Hirschbach vor Krummenau 12,7 km lang, auf dem längsten Strang Meinbach → Altbach → Idarbach dagegen sogar 19,0 km, und hat 86,6 km² großes Einzugsgebiet.